# Stefanus II van Champagne
Stefanus II van Champagne (overleden rond 1047) was van 1037 tot aan zijn dood graaf van Troyes (het latere graafschap Champagne) en Meaux. Hij behoorde tot het huis Blois.

## Levensloop
Stefanus II was de tweede zoon van graaf Odo II van Blois uit diens tweede huwelijk met Irmgard, dochter van graaf Willem IV van Auvergne.
Na de dood van zijn vader in 1037 erfde hij de nieuw verworven gebieden Troyes en Meaux, die de kern vormden van de Champagneregio. Zijn oudere broer Theobald III erfde dan weer de stamlanderijen van zijn familie in de Loirestreek.
Stefanus en zijn broer hadden zowel koning Hendrik I van Frankrijk en keizer Hendrik III van het Heilige Roomse Rijk als vijand. Hij verloor de grensburcht Donchery aan hertog Gozelo I van Lotharingen, die de burcht als leen van koning Hendrik I had gekregen. Ook ondersteunden beide broers in 1041 de revolte van prins Odo tegen zijn broer Hendrik I. Uiteindelijk viel de koning hen aan met de steun van graaf Godfried II van Anjou. In augustus 1044 kwam het tot de Slag bij Nouy, waarbij Theobald en Stefanus verslagen werden.
Stefanus II overleed omstreeks 1047. Hij was gehuwd met ene Adela, wier afkomst onbekend is gebleven. Ze hadden een zoon Odo II (1040-1115), die hem opvolgde als graaf van Troyes en Meaux.

## Voorouders
| Voorouders van Stefanus II van Champagne (-1047) | Voorouders van Stefanus II van Champagne (-1047)                   | Voorouders van Stefanus II van Champagne (-1047)                   | Voorouders van Stefanus II van Champagne (-1047)                     | Voorouders van Stefanus II van Champagne (-1047)                     | Voorouders van Stefanus II van Champagne (-1047)              | Voorouders van Stefanus II van Champagne (-1047)              | Voorouders van Stefanus II van Champagne (-1047)              | Voorouders van Stefanus II van Champagne (-1047)              |
| ------------------------------------------------ | ------------------------------------------------------------------ | ------------------------------------------------------------------ | -------------------------------------------------------------------- | -------------------------------------------------------------------- | ------------------------------------------------------------- | ------------------------------------------------------------- | ------------------------------------------------------------- | ------------------------------------------------------------- |
| Overgrootouders                                  | Theobald I van Blois (905-978) ∞ Liutgard van Vermandois (914-978) | Theobald I van Blois (905-978) ∞ Liutgard van Vermandois (914-978) | Koenraad van Bourgondië (922–993) ∞ Mathilde van Frankrijk (943-992) | Koenraad van Bourgondië (922–993) ∞ Mathilde van Frankrijk (943-992) | Robert II van Clermont (-) ∞ ? (-)                            | Robert II van Clermont (-) ∞ ? (-)                            | ? (-) ∞ ? (-)                                                 | ? (-) ∞ ? (-)                                                 |
| Grootouders                                      | Odo I van Blois (950-996) ∞ Bertha van Bourgondië (967-1010)       | Odo I van Blois (950-996) ∞ Bertha van Bourgondië (967-1010)       | Odo I van Blois (950-996) ∞ Bertha van Bourgondië (967-1010)         | Odo I van Blois (950-996) ∞ Bertha van Bourgondië (967-1010)         | Willem IV van Auvergne (–1018) ∞ ? (-)                        | Willem IV van Auvergne (–1018) ∞ ? (-)                        | Willem IV van Auvergne (–1018) ∞ ? (-)                        | Willem IV van Auvergne (–1018) ∞ ? (-)                        |
| Ouders                                           | Odo II van Blois (983-1037) ∞ Irmgard van Auvergne (990-1040)      | Odo II van Blois (983-1037) ∞ Irmgard van Auvergne (990-1040)      | Odo II van Blois (983-1037) ∞ Irmgard van Auvergne (990-1040)        | Odo II van Blois (983-1037) ∞ Irmgard van Auvergne (990-1040)        | Odo II van Blois (983-1037) ∞ Irmgard van Auvergne (990-1040) | Odo II van Blois (983-1037) ∞ Irmgard van Auvergne (990-1040) | Odo II van Blois (983-1037) ∞ Irmgard van Auvergne (990-1040) | Odo II van Blois (983-1037) ∞ Irmgard van Auvergne (990-1040) |